# Kokpit

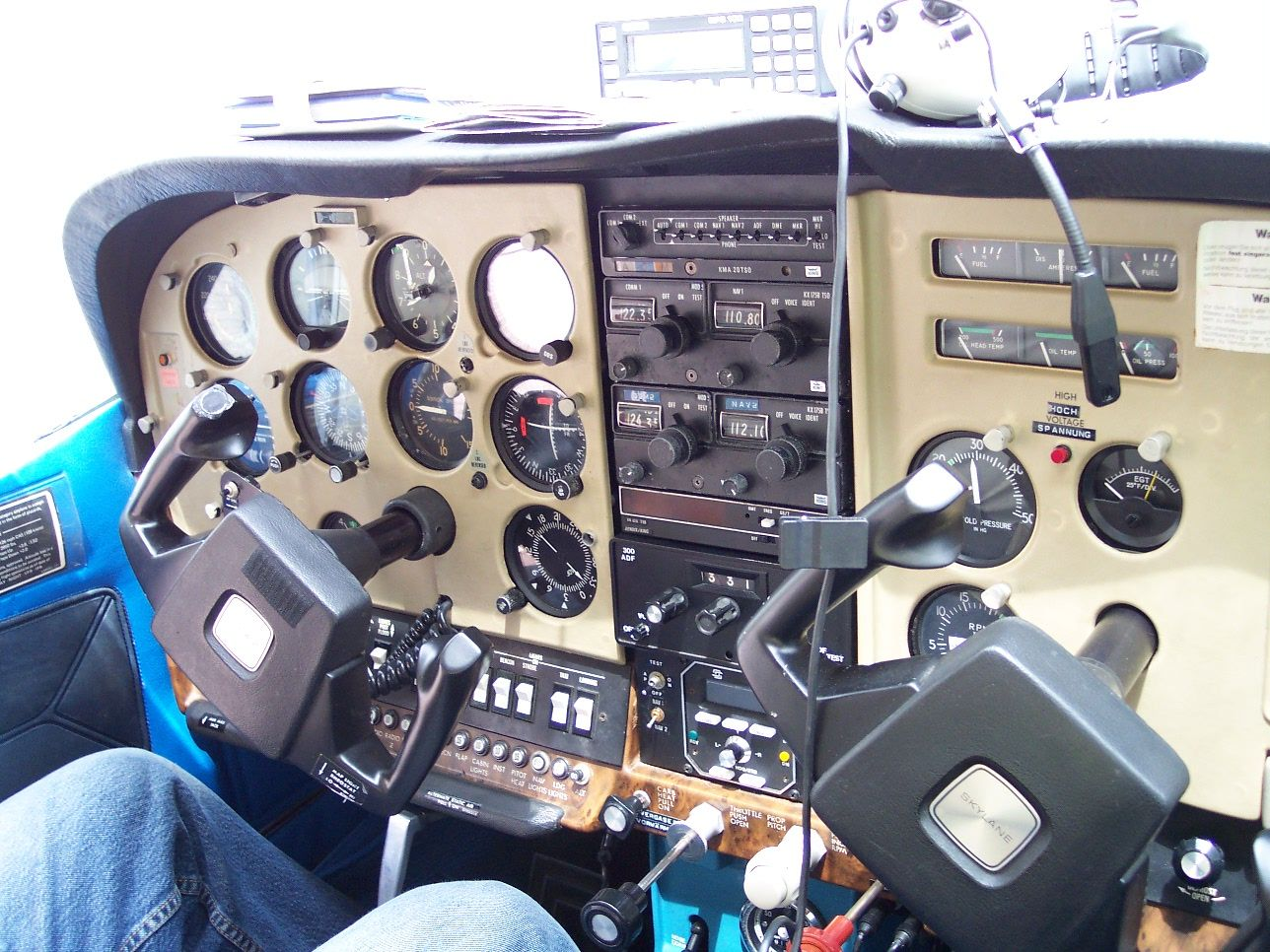
Kokpit letounu Cessna 182

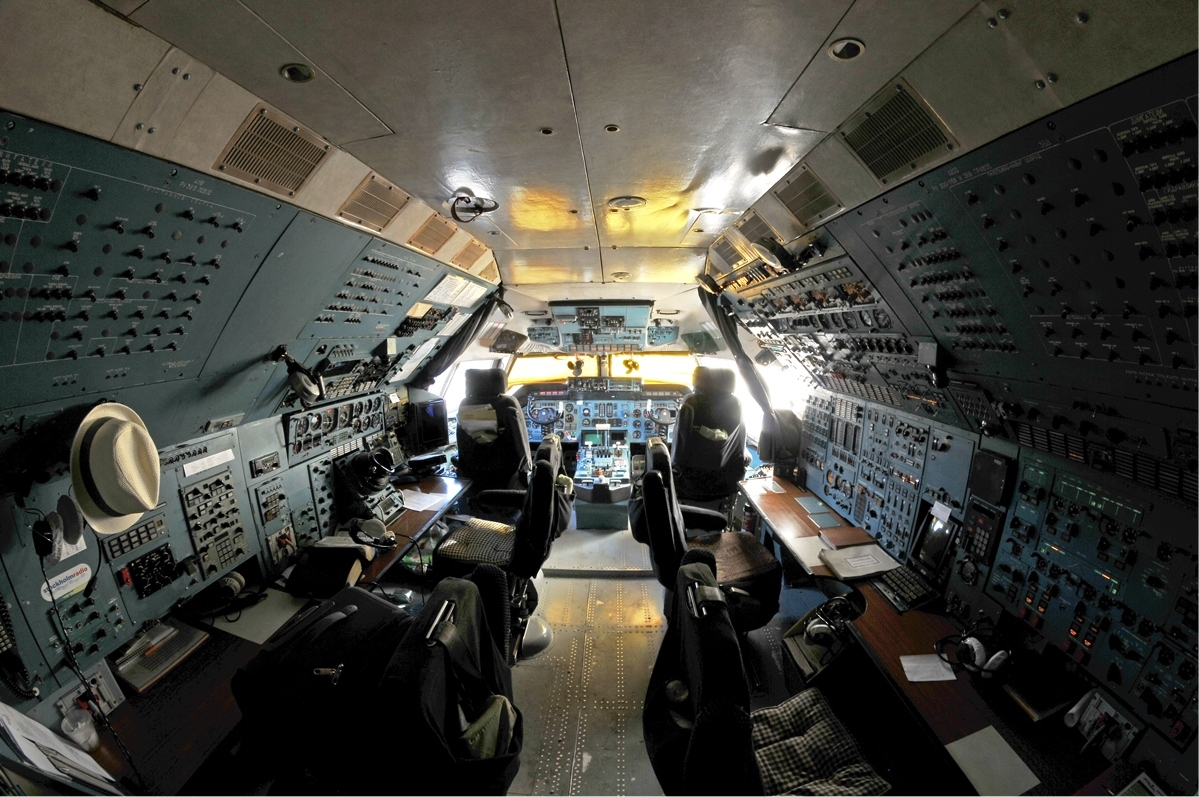
Kokpit nákladního letounu Antonov An-124

Kokpit je v letectví pilotní kabina, tedy část letadla, která obsahuje přístroje a řídící ovládací prvky, které pilotovi umožňují řízení letadla při všech letových režimech - startu, letu a přistání. U velkých dopravních letadel je kokpit od prostoru určeného pro pasažéry oddělen neprůstřelnou přepážkou a dveřmi. Kokpit může být otevřený i uzavřený, první letoun s uzavřeným kokpitem byl vyroben v roce 1913, nicméně běžným se stal teprve ve čtyřicátých letech 20. století.
V kokpitu „malých“ letadel se nacházejí přístroje jako rychloměr, výškoměr, zatáčkoměr, umělý horizont, variometr (přístroj, který určuje rychlost stoupání či klesání), ukazetele motoru (otáčky, teplota a tlak oleje, teplota hlav válců, teplota výstupních plynů). Dále v letadle můžeme nalézt navigační přístroje kompas, gyrokompas, VOR - navigační přístroj, který po naladění na příslušnou frekvenci pozemního VORu dopomáhá k nalezení potřebné radiály k tomuto zařízení. Dále v „malých“ letadlech můžeme nalézt spínače především k ovládání elektroniky v letadle, světel, odmrazování, rádia, odpovídače a dalších.
Kokpity velkých dopravních letadel obsahují veškeré tyto údaje na několika multifunkčních monitorech, kterými jsou primární letový display (PFD - Primary flight display), navigační display (ND - Navigation display) a jiné, lišící se dle typu letadla. Dále velká letadla obsahují takzvaný Flight management computer (FMC). Do tohoto počítače zadá pilot veškeré údaje o letu, hmotnost letadla, trasu, rychlost, množství paliva a mnoho dalších údajů, díky kterým je počítač s pomocí autopilota schopen odletět téměř celou trať bez zásahů pilota.
Slovo cockpit je v angličtině doloženo již od 16. století, kdy označovalo jámu pro kohoutí zápasy. Od počátku 18. století jím Britské královské námořnictvo označovalo stanoviště velitele člunu, resp. kormidelníka (a coxswain), později se tak označovalo důstojnické stanoviště v podpalubí. Začátkem 20. století se označení v angličtině přeneslo i na pilotní kabiny letadel a ve 30. letech neformálně i na stanoviště řidiče v osobních automobilech, ve Formuli 1 patří k oficiální terminologii.
Jako kokpit se někdy i v češtině označují řídící kabiny automobilových závodních strojů, jako např. ve vozech závodů Formule 1, nebo řídící stanoviště vysokorychlostních vlaků.

## Části kokpitu moderních letadel
Kokpit letadel se dělí na několik částí, u menších letadel většinou na
- Přístrojovou desku (Instrumental panel)
- Vrchní panel (Overhead panel)
- Spodní panel (Pedestral panel)

U některých typů letadel může být taktéž panel po levé straně pilota, tam se nejčastěji nachází jistící prvky elektroinstalace. Na přístrojové desce se nacházejí přístroje sloužící k informování pilota o stavu letu a letadla samotného. Například výškoměr, rychloměr, kontrolky a budíky informující o stavu motoru, například otáčkoměr a ukazatele teplot. Taktéž se tam nacházejí přístroje ovládající rádia, zvukové systémy letadla a většina ovládacích prvků. Vrchní panel některé typy letadel nemají, ty, které jím disponují tam mají nejčastěji ventily ovládající průchod paliva. Na spodním panelu se nachází ovládání motoru, vzletových klapek a tzv. trimovací kolečko.
U větších letadel se dělí na
- Přístrojovou desku (Instrumental panel)
- Vrchní panel (Overhead panel)
- Spodní panel (Pedestral panel)
- Ovládací panel autopilota (Flight Control Unit - FCU)
- Panel se stručnými kontrolkami (Glareshield)
- Panel s jističi (Circuit Breaker panel)Overhead panel Boeingu 737 nové generace

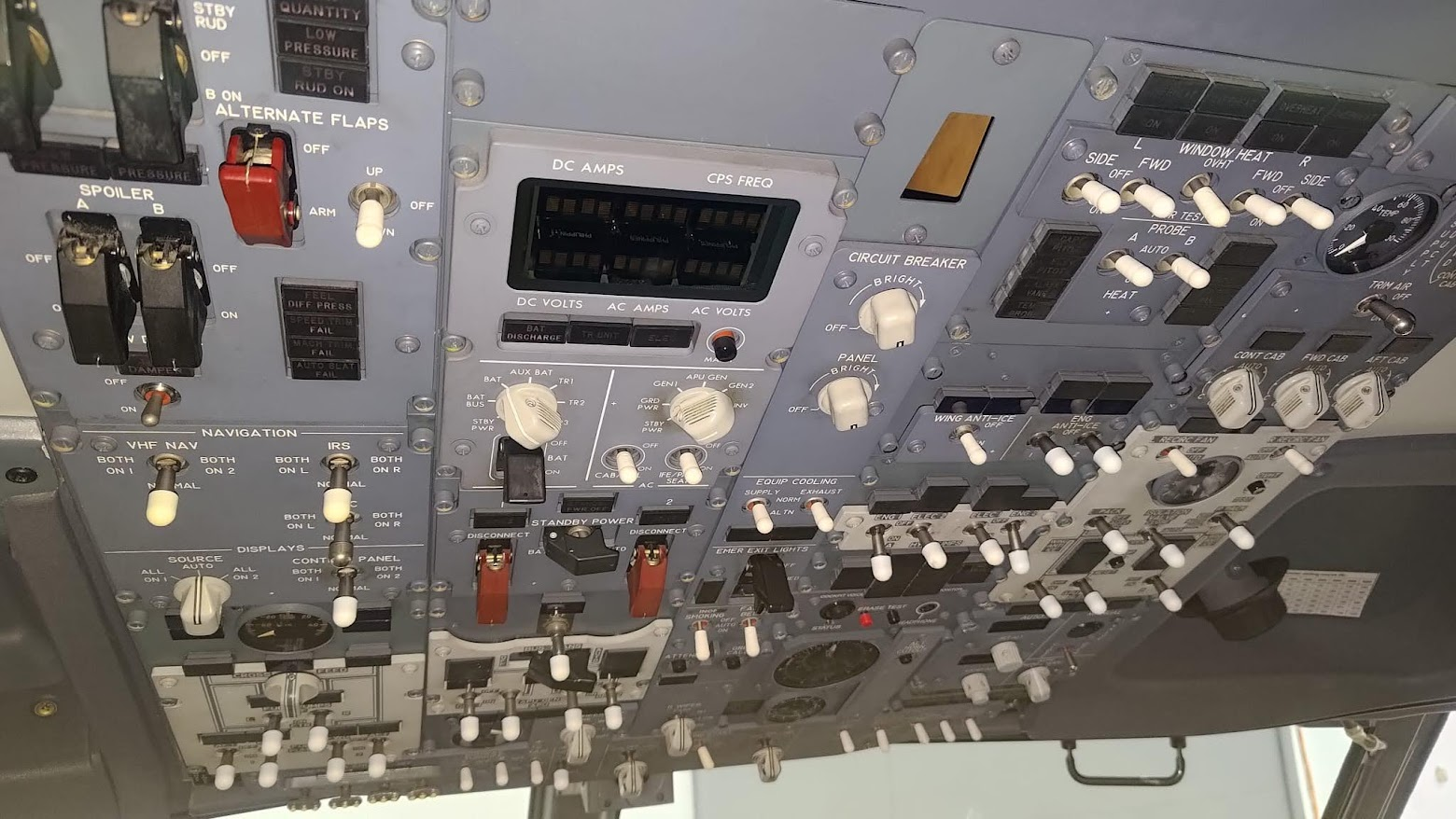
Overhead panel Boeingu 737 nové generace

### Instrumental panel
Na přístrojové desce moderních letadel se nejčastěji nachází hlavní přístroje informující o stavu letu, například PFD – Primary flight display (Primární letový displej), ND – Navigation Display (Navigační displej) a ECAM – Systém informující podrobně o stavu motorů, vzletových klapek, a také umí vypsat závady, které letadlo obsahuje. Také se na přistrojové desce nachází některé ovládací prvky, hlavně automatického brzdění a podvozků.

### Overhead panel
Vrchní panel obsahuje nejdůležitější ovládací prvky systémů letadla, například navigačních přístrojů, vzduchových, elektrických a palivových systémů.

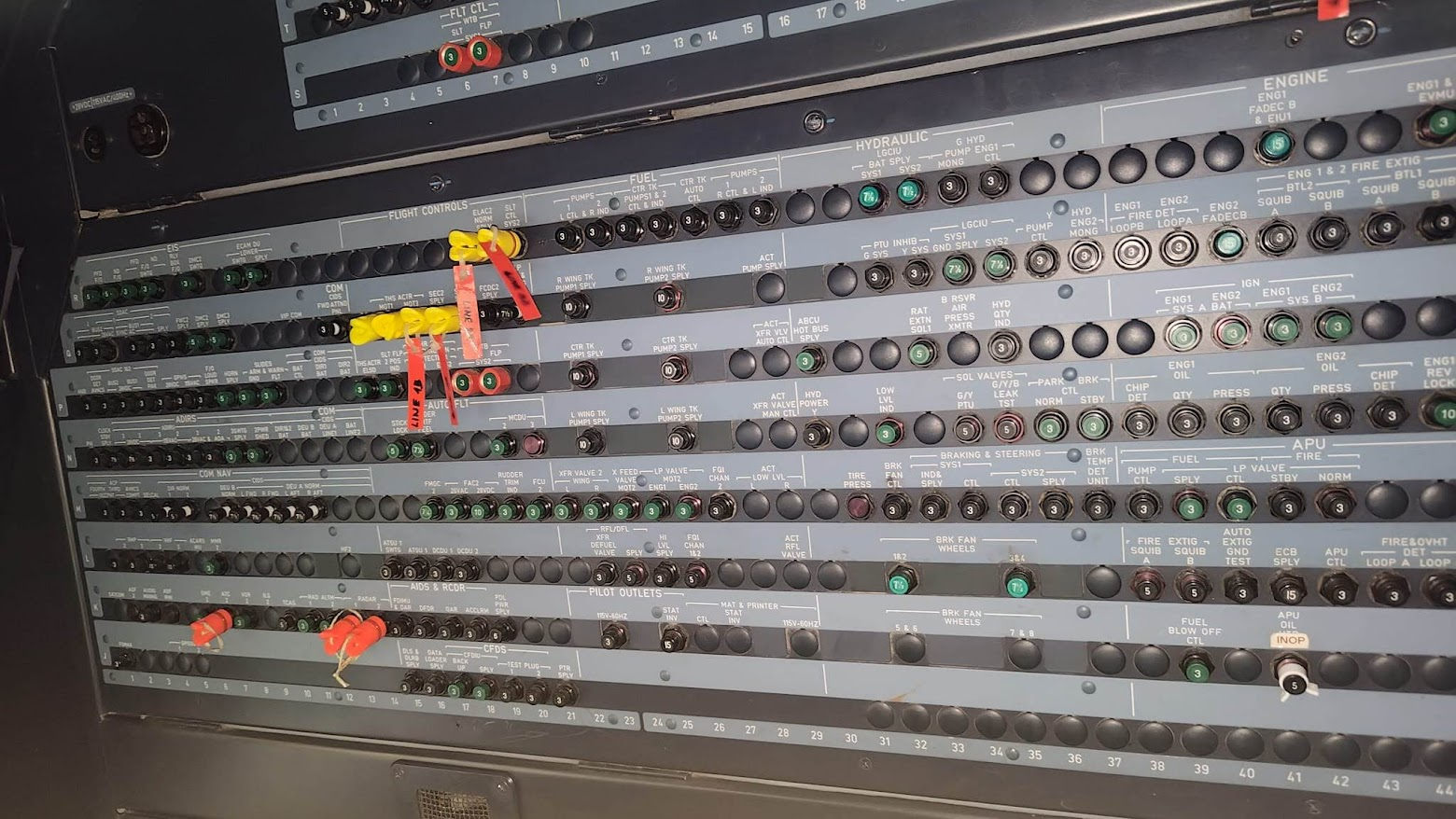
Circuit Breaker Panel na Airbusu A319.

### Pedestral panel
Na spodním panelu se nachází ovládání audiosystémů, rádiosystémů, ovládání motorů (včetně pák ovládajících sílu tahu) a také ovládací panel systému FMS - Flight management system, ten umí ovládat například jakou trasou letadlo během letu poletí, umožňuje nechat autopilota zaplého větší část letu.

### Flight Control Unit
Ovládací panel autopilota umožňuje nastavit řídícímu počítači údaje jak má letět. Nastavuje se na něm rychlost letu, let podle nastaveného kurzu, let podle navigace, výška a rychlost klesání nebo stoupání. Taktéž umožňuje aktivovat systém Instrument Landing System.

### Glareshield
Na glareshieldu je několik základních kontrolek stručně informujících o stavu letadla, tato část se dělí podle typu, nejčastěji se tam nachází kontrolka o vzniklém požáru na motorech či v prostorech pro zavazadla a také kontrolka charakterizující, že letadlo obsahuje nějakou závadu.

### Circuit Breaker Panel
Panelem s jističi prochází každý elektrický obvod v letadle pro zajištění jeho bezpečného chodu. Jističe se tam nachází různých proudových hodnot, a je jich tam klidně i několik set. Letecké jističe vypadají jinak, než jističe domovní, aby ušetřily místo v kokpitu letadla. 